# Mörtelplastik (Förnbach)

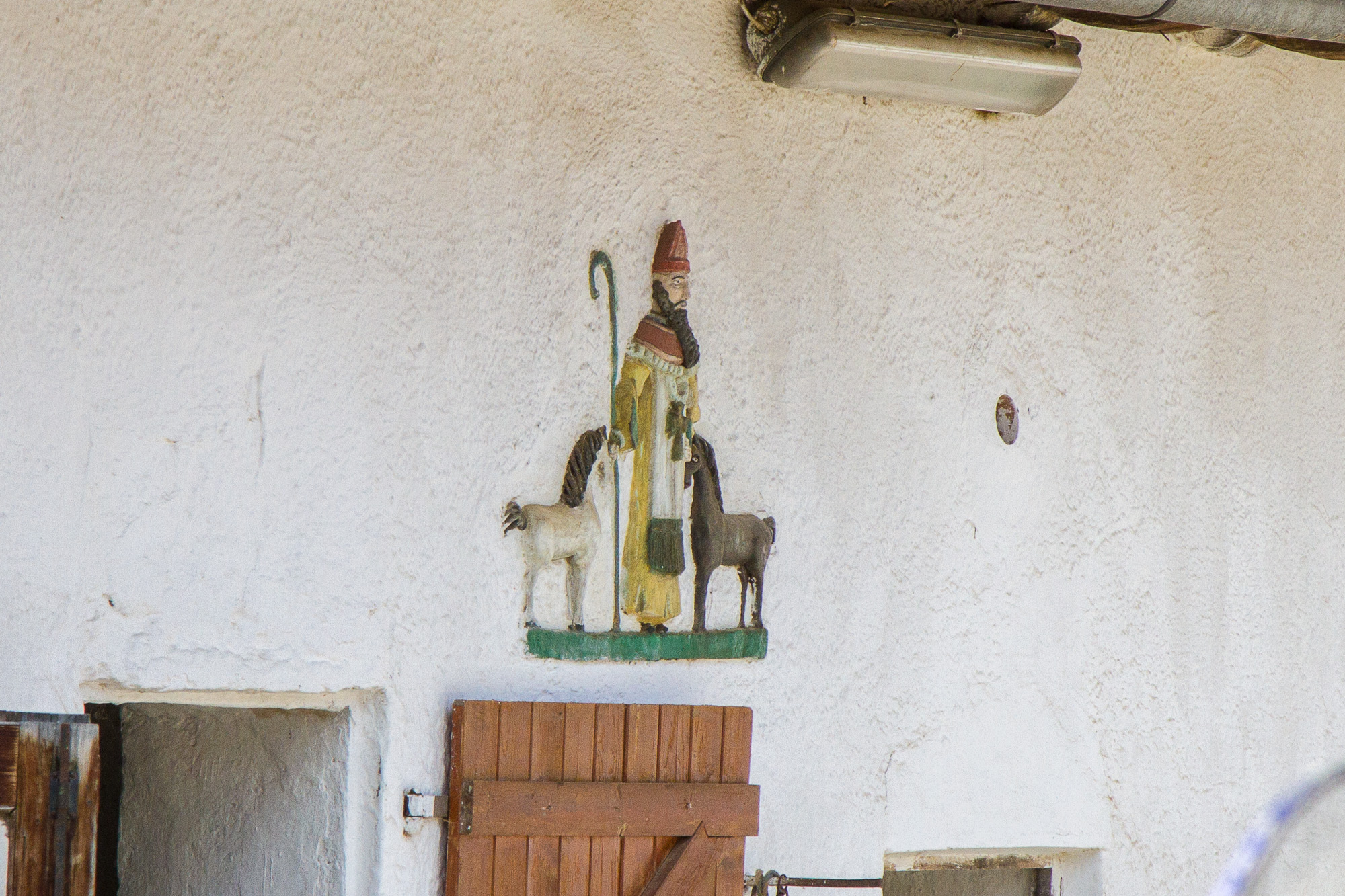
Mörtelplastik in Förnbach

Die Mörtelplastik in Förnbach, einem Stadtteil von Pfaffenhofen an der Ilm im oberbayerischen Landkreis Pfaffenhofen an der Ilm, wurde 1867 geschaffen. Die Mörtelplastik an der Fassade des Wirtschaftsgebäudes Förnbachstraße 21 ist ein geschütztes Baudenkmal.
Die farbige Mörtelplastik stellt den heiligen Leonhard mit Pferden dar. Der Heilige steht frontal zwischen zwei kleinformatigen Pferden.
Das Werk wurde von Bartholomäus Ostermair geschaffen, dem viele Mörtelplastiken der Region zugeschrieben werden.